# Косицкий, Владимир Ильич
Владимир Ильич Косицкий (1895, Гродненская губерния — 1 октября 1956, Евпатория, Крымская область) — советский государственный деятель, хирург-ортопед, главный врач Евпаторийского детского санатория имени Крупской Крымской области. Депутат Верховного Совета СССР 4-го созыва.

## Биография
Родился в бедной крестьянской семье. Работал пастухом, лесорубом. Окончил двухклассное училище.
В 1914 году сдал экзамен экстерном и получил звание народного учителя, но вскоре был мобилизован в русскую императорскую армию. Участник Первой мировой войны. После демобилизации в 1918 году учительствовал в Орловской губернии.
С 1919 года в Красной Армии, воевал на Южном фронте. Участник Гражданской войны в России. В 1927 году окончил Воронежский медицинский институт и работал врачом. Болезнь сына заставила его в 1932 году переехать в Евпаторию (Крымская АССР). В 1935—1941 годах — главный врач Евпаторийского детского костно-туберкулезного санатория имени Крупской Крымской АССР.
В 1939—1940 годах — в Красной армии на медицинской службе, участник советско-финской войны. С июня 1941 года — в Красной Армии, участник Великой Отечественной войны. Служил ведущим хирургом госпиталей Приморской армии; начальником медицинского отделения эвакуационного госпиталя № 4230 3-го Белорусского фронта. Подполковник медицинской службы. Член ВКП(б) с 1945 года.
С 1946 по 1 октября 1956 года — главный врач Евпаторийского детского санатория имени Крупской Крымской области. Разработал новую методику лечения костного туберкулеза.

## Звание
- майор медицинской службы
- подполковник медицинской службы

## Награды
- орден "Знак Почета"
- орден Отечественной войны II в. (24.04.1945)
- медали
- заслуженный врач РСФСР (1948)